# Hassan Ali Khayre
Hassan Ali Khayre (ur. 15 kwietnia 1968) – somalijski polityk, premier Somalii od 1 marca 2017 do 25 lipca 2020.

## Życiorys
Hassan Ali Khayre urodził się w środkowej Somalii. Uczęszczał do szkoły podstawowej i średniej w Mogadiszu. W 1990, tuż przed wybuchem wojny domowej, wyjechał do Norwegii, gdzie w 1994 rozpoczął naukę na Uniwersytecie w Oslo. W 1998 ukończył na nim nauki polityczne oraz socjologię, a w 2001 studia MBA na Uniwersytecie Heriot-Watt w Edynburgu. 
Po powrocie do Oslo, rozpoczął pracę w pozarządowej organizacji Norwegian Refugee Council, w której od 2011 do 2014 zajmował stanowisko dyrektora regionalnego ds. Rogu Afryki. W czerwcu 2012 jego kolumna samochodów została zaatakowana przez uzbrojonych napastników na granicy somalijsko-etiopskiej.
W 2013 rozpoczął pracę dla brytyjskiej spółki wydobywczej Soma Oil & Gas, z której odszedł jako dyrektor ds. Afryki w lutym 2017. W 2016 toczyło się przeciwko niemu dochodzenie specjalnego panelu ONZ, UN Somalia and Eritrea Monitoring Group (SEMG), w sprawie powiązań z islamskimi organizacjami terrorystycznymi działającymi w Somalii. Nie wykazało one jednakże takich powiązań.
23 lutego 2017 prezydent Mohamed Abdullahi Mohamed desygnował go na stanowisko premiera Somalii. 1 marca 2017 jego kandydaturę zaakceptował parlament i tego samego dnia został zaprzysiężony. 
Hassan Ali Khayre posiada obywatelstwo somalijskie oraz norweskie.